# Province du Nebbio
La province du Nebbio est une ancienne division territoriale de la Corse, créée par l'administration génoise et remplacée le 15 janvier 1790 sous l'administration française par le district d'Oletta. Son chef-lieu était Saint-Florent.

## Géographie
La province du Nebbio comprend la microrégion du même nom, limitée à l'est par le massif du Monte Stello et au sud et à l'ouest par le massif du Monte Astu. Sa façade littorale inclut notamment le golfe de Saint-Florent.
La province du Nebbio avait pour provinces limitrophes celles du Cap Corse au nord-est, de Bastia à l'est et au sud et de Balagne à l'ouest.

## Histoire

### Moyen Âge
Dans le haut Moyen Âge, en 649, cinq évêques corses sont présents au concile du Latran. Aux trois mentionnés dans les correspondances de Grégoire le Grand s'ajoutent ceux de Nebbio et de Mariana.
Après la fusion opérée entre 649 et 754, les cinq évêchés de l'île (Ajaccio, Aléria, Nebbio, Mariana et Sagone) sont réactivés. L'évêque de Nebbio apparaît pour la première fois dans la documentation écrite en 1118.
Durant près de 300 ans, l'île a connu des périodes instables. Les Pisans ont mis en place ou ont renforcé la puissance des seigneurs insulaires tout en cherchant à les garder sous leur tutelle. Les grandes abbayes toscanes qui ont acquis des biens dans l'île à partir de la fin des années 1070, se développent rapidement. Mais, l'intervention des Génois a dérangé cette situation avec, en 1133, le partage des évêchés insulaires entre les deux communes. À Pise échoit tout le sud de l'île et Aléria, alors que Gênes hérite des diocèses de Mariana, Nebbio et Accia, tous situés dans la moitié nord.
Un document du XIe siècle indique que Tiziano, évêque de Trévise et auteur du récit, est venu en Corse pour récupérer des reliques, notamment celle de saint Florent qui était très probablement déposées dans la cathédrale de Nebbio.
En 1080, la Corse reste administrée par un seul évêque. Gerardo (1079-80 - 1085) succède à Landolfo sur le trône épiscopal de Pise. Il bénéficie de la délégation des pouvoirs relatifs à la Corse.
Durant la seconde moitié du XIIe siècle et le XIIIe siècle, les deux cités maritimes s'affrontent pour la possession de l'île.
En 1264, Giudice de Cinarca est proclamé comte de Corse. Il s'allie à la Commune de Pise en s'opposant à Gênes. Il détient de puissantes forteresses et arrive à faire respecter son autorité malgré les réticences du clan de Giovanninello de Loreto, seigneur du Nebbio.
Le Deçà des Monts comprenait dix parties principales qui sont les juridictions de Bastia, Nebbio -dans l'ancienne division on ne comptait ces deux juridictions que pour une, Capo Corso, Aléria, Corte, Calvi & Balagna, & les trois fiefs de Brando, Caneri & Nonza.
La division du territoire en cinq diocèses sert de base à un morcellement en circonscriptions plus réduites au nombre de soixante-dix à quatre-vingts pour toute l'île et quarante-huit pour le seul Deçà des Monts, selon le modèle toscan : la piève.

La province du Nebbio comprenait les pièves suivantes :
- Oletta ;
- Patrimonio ;
- Rosolo ;
- San Quilico ;
- Santo Pietro.

Au XIIe siècle le territoire de la piève est lui-même subdivisé en cappelle (chapelles), possédant leurs propres églises et correspondant aux unités de base de la géographie dîmière.
La cathédrale de Nebbio, dédiée à santa Maria Assunta, apparaît pour la première fois dans un acte daté de 1144.
Au début du XIIe siècle environ, on assiste dans le diocèse de Nebbio à une véritable floraison d'édifices de culte. La cathédrale de Nebbio est probablement à l'origine de la série d'édifices liés à San Michele de Murato. Les pièves Santa Maria de Canari et San Pietro di Tenda, toutes deux situées dans le diocèse de Nebbio, sont de la main d'une même équipe de bâtisseurs.
Au début du XIVe siècle, des Cortinchi issus de la puissante famille du centre de l'île, s'implantent dans le Nebbio. Guglielminuccio et Orlando revendiquent une partie de l'héritage de leur grand-mère, une Loreto de Nebbio. Leur grand-oncle, Rolanducello, refusant le partage, c'est les armes à la main que les Cortinchi présentèrent leur requête et s'emparèrent de sa seigneurie avec l'aide de Gênes.
En 1235, l'évêque de Nebbio fait valoir son droit à établir des péages routiers et maritimes sur tout le territoire de son grand domaine.
Au cours des XIVe et XVe siècles surtout, sont créées de nouvelles circonscriptions et des anciennes sont remodelées. Ces transformations sont la source de nombreuses confusions, tel le cas de la piève de Rosolo, dans le Nebbio. 

« G. Moracchini-Mazel déduit, de l'étude de la répartition des édifices religieux et de quelques documents d'époque moderne, l'existence d'une piève de Rosolo très grande, englobant toute la partie est du Nebbio, depuis Farinole au nord, jusqu'à Vallecalle au sud. A.-M. Graziani présentait, quant à lui, d'après l'étude des documents du XVIe siècle, un territoire trois fois plus petit, constitué seulement de la partie sud de la circonscription telle que l'avait définie G. Moracchini-Mazel : la partie nord étant alors divisée en deux pièves, celle d'Oletta et celle de Patrimonio, cette dernière englobant également le territoire de Farinole, qui pourtant, forme une entité géographique bien différentes. Cette dernière hypothèse semble tout à fait justifiée d'autant plus qu'elle s'appuie sur des textes fiables et explicites, mais elle ne reflète certainement qu'une situation tardive. Le livre de taglie de 1454 laisse penser que la réalité était bien plus complexe. Les hameaux d'Oletta y sont regroupés et cités après ceux de Rosolo sous le nom de Sant' Andrea et San Cervone d'Oletta. Contrairement à son habitude, le notaire n'indique pas ici qu'il s'agit d'une piève. Il en est de même pour Patrimonio et Farinole. »

— Daniel Istria in Pouvoirs et fortifications dans le nord de la Corse : du XIe siècle au XIVe siècle
Le 11 septembre 1514 Mgr Agostino Giustiniani est nommé à l'évêché de Nebbio. 

### Temps modernes
En 1739, la monarchie française envoie en Corse un puissant corps expéditionnaire commandé par le marquis de Maillebois. Celui-ci fait opérer au mois de juin 1740, un dénombrement général de l'île qui avait donné pour le Nebbio les résultats suivants :
| Juridiction | Pieves et nombre des villages                    | Nombre de feux | Nombre d'habitants |
| --- | ------------------------------------------------ | -------------- | ------------------ |
| Nebbio | Comprend la ville de San Fiorenzo & 14 villages. | 1 200          | 5 400              |
| La Province de Nebbio quoique comptée à part pour une juridiction relève néanmoins de celle de Bastia, les 14 villages qui en dépendent ne composent point de Pièves, on en a seulement fait depuis quelques années une division en quatre parties à peu près égales, qu’on nomme Surintendances, parce que les chefs qu’on y a mis & établis sont nommés Surintendants, & font chacun dans leur partie les impositions sur les Communautés qui en dépendent. |                                                  |                |                    |

- 1740 - La récolte fut très mauvaise dans la partie d'En-Deçà-des-Monts, surtout du côté de Bastia, de Nebbio & de Capo Corso, et le fief d’Istria leur en fournit abondamment pour leur subsistance.
- 1755 - Le 5 novembre, Giovan Giacomo Grimaldi, qui vient de prendre le commandement de San Fiurenzo, interdit l'accès de la ville aux habitants du Nebbio, ainsi que tout commerce entre le préside et la province.

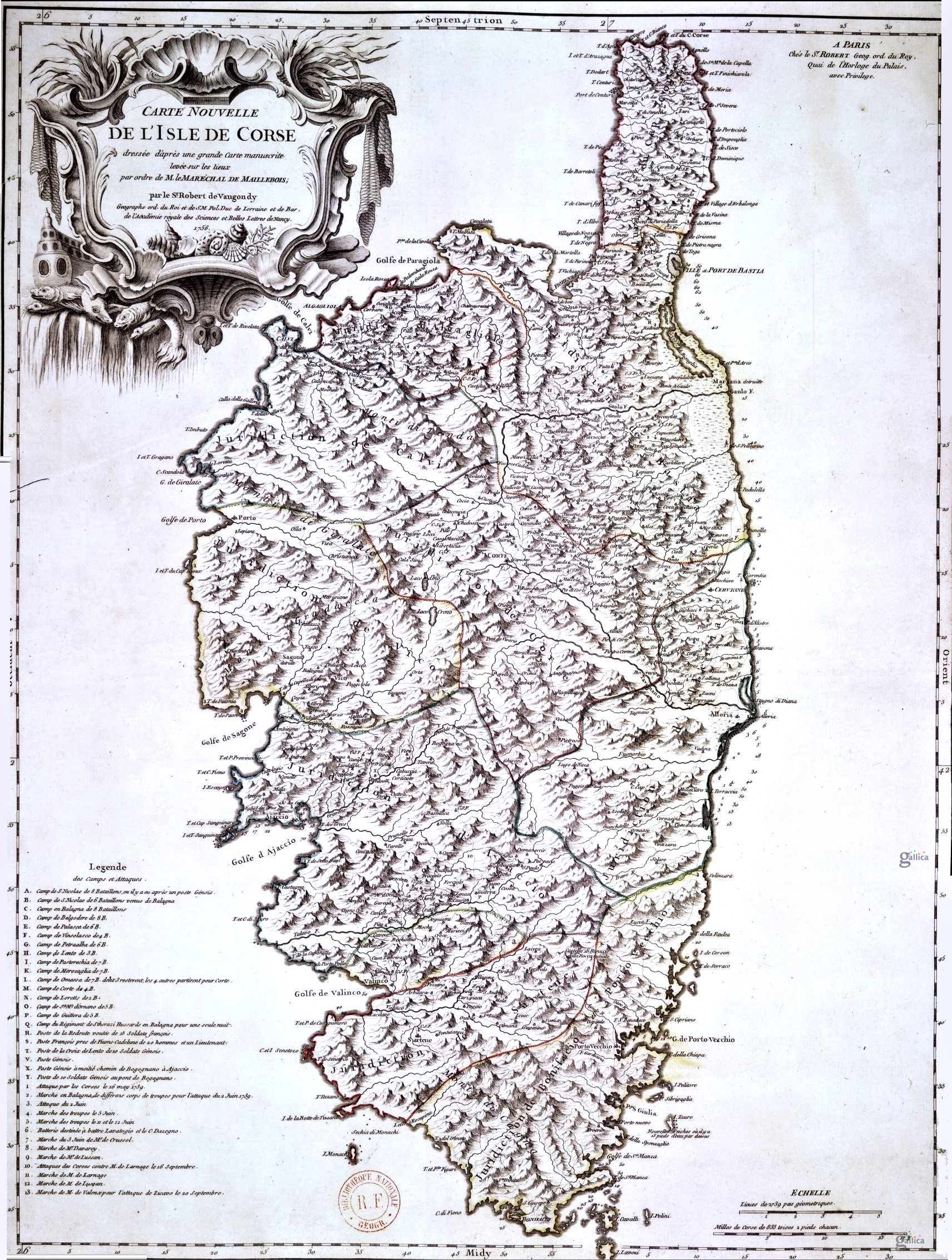
Juridictions de Corse 1756.

- 1756 - Sur ordre du maréchal de Maillebois, Robert de Vaugondy dresse une carte militaire des juridictions de Corse.
- 1790 - Le 26 février, un décret de l’Assemblée nationale fixe le nom, l’étendue, les limites et les districts des 83 départements. La Corse est partagée en neuf districts (avant on disait juridictions) : Bastia, Oletta, A Porta, Cervioni, Corti, l’Isula Rossa, Aiacciu, Tallà et Vicu. Le district est partagé en cantons (avant on disait pievi), le canton en communes.

Le 28 août, la Constituante décrète que les tribunaux de district du département de la Corse seront établis à Bastia, Oletta, l’Isula Rossa, A Porta d’Ampugnani, Corti, Cervioni, Aiacciu, Vicu et Tallà.
- 1793 - Le 11 août, la Convention décide que les départements de l’île de Corse s’appelleront Golo (chef-lieu : Bastia, districts : Bastia, Calvi et Corte) et Liamone (chef-lieu : Ajaccio, districts : Ajaccio, Vico et Sartène)[7].